# Hutě pod Třemšínem
Hutě pod Třemšínem (německy Eisenhammer) jsou vesnice, část města Rožmitál pod Třemšínem v okrese Příbram ve Středočeském kraji. Nachází se asi čtyři kilometry západně od Rožmitálu pod Třemšínem. Částí města protéká řeka Skalice. Hutě pod Třemšínem jsou také název katastrálního území o rozloze 11,57 km². Místně se dělí na Přední Hutě a Zadní Hutě.

## Historie
První písemná zmínka o vesnici pochází z roku 1654. Dříve při skelných hutích vznikla část místně nazývaná jako Přední Hutě. Hutě byly založeny v panských lesích pod vrchem Třemšín. Nejdříve zde vznikly boudy a chalupy pro dělníky a říkalo se jim„ chalupy u hutí v lesích“ nebo podle polohy také „za hutěmi“. Byly zde také zádušní lesy a v nich dědiny. Držitelé zádušních pozemků byli povinni robotovat pro faráře. Za třicetileté války zde měli rožmitálští uschovány kostelní věci, ale nepřátelské i císařské vojsko vniklo i sem a vše zpustošilo. Skelné hutě zanikly asi okolo roku 1750. V roce 1790 zde bylo 14 domků a nová osada byla zvána „Hořejší Hutě“. Roku 1837 zde bylo 18 domků, 1880 – 20, r. 1900 – 22. K osadě Přední Hutě patří osamělý „Petrovicův“ mlýn postavený roku 1730. Dříve se nazýval jmény „Král“ nebo u „Fajta“. Zadní Hutě byly založeny později než Přední Hutě asi počátkem 18. století, dále k lesu pod vrchem Třemšín. K Zadním Hutím náleží samota „Pod kotly“, kdysi hamr, pak pila, nějaký čas valcha, a pak hájovna. Farou Hutě patří do Starého Rožmitálu, poštou do Rožmitálu.

## Přírodní poměry
Do západní části katastrálního území zasahují přírodní rezervace Getsemanka a přírodní památka Hřebenec.

## Obyvatelstvo
| Rok            | 1869 | 1880 | 1890 | 1900 | 1910 | 1921 | 1930 | 1950 | 1961 | 1970 | 1980 | 1991 | 2001 | 2011 | 2021 |
| -------------- | ---- | ---- | ---- | ---- | ---- | ---- | ---- | ---- | ---- | ---- | ---- | ---- | ---- | ---- | ---- |
| Počet obyvatel | 411  | 462  | 420  | 431  | 447  | 414  | 350  | 221  | 214  | 187  | 154  | 133  | 112  | 128  | 110  |
| Počet domů     | 50   | 61   | 65   | 68   | 69   | 68   | 73   | 72   | 64   | 55   | 49   | 59   | 64   | 67   | 68   |

## Obecní správa
Při sčítání lidu v letech 1950–1979 Hutě pod Třemšínem byly samostatnou obcí, se kterým patřily nejprve do okresu Blatná, ale od roku 1960 v okrese Příbram. Od 1. ledna 1980 jsou částí města Rožmitál pod Třemšínem v okrese Příbram.
Přední Hutě: Při sčítání lidu v letech 1850–1899 Přední Hutě byly osadou obce Voltuš v okrese Blatná. V letech 1900–1930 byly samostatnou obcí v okrese Blatná.
Zadní Hutě: Při sčítání lidu v letech 1850–1899 Zadní Hutě byly osadou obce Voltuš v okrese Blatná. V letech 1900–1930 byly osadou obce Přední Hutě v okrese Blatná.

## Školství
Školou patřily Hutě do Věšína, kam byla cesta v zimě velmi obtížná, proto občané v roce 1895 žádali zemskou školní radu, aby si směli vystavět vlastní školu. Škola byla postavena následujícího roku tak aby vyhovovala oboum osadám. Dne 29. ledna 1900 se zde začal vyučovat správce školy Matěj Krotil. K budově náležela školní zahrádka a letní tělocvična. V roce 1906 byla škola patrem rozšířena o další třídu. Prvním učitelem ve 2. třídě byl Karel Hrdina. Od roku 1909 se zde vyučovalo také ženským ručním pracím – tzv. industriální výchova, kterou vyučovala Hedvika Krotilová, manželka řídícího učitele. Všechny děti byly osvobozeny od školného a chudým dětem byly poskytovány učební pomůcky. V roce 1913 do školy docházelo 94 dětí – 46 chlapců a 48 dívek.

## Pamětihodnosti
- Hengst, na vrcholu Kobylí hlava